# Rolf von Goth

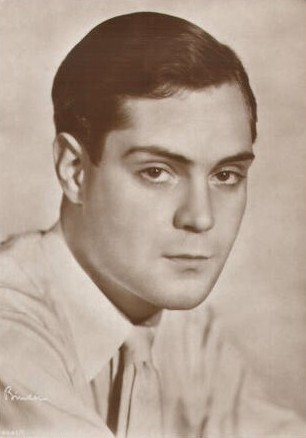
Rolf von Goth um 1929 auf einer Fotografie von Alexander Binder

Rolf von Goth (* 5. November 1906 in Windhuk, Deutsch-Südwestafrika; † 9. November 1981 in Berlin) war ein deutscher Schauspieler und Hörspielregisseur.

## Leben
Rolf von Goth war der Sohn eines in Deutsch-Südwestafrika geborenen Offiziers der Schutztruppe für Deutsch-Südwestafrika. Nachdem er eine deutsche Kadettenanstalt bis zu deren Auflösung 1920 besucht hatte, spielte er ab Mitte der 1920er Jahre seine ersten Bühnenrollen. Seine Filmlaufbahn begann Goth Ende der 1920er Jahre mit kleinen Rollen in Filmen wie Metropolis, Don Juan in der Mädchenschule und Frühlings Erwachen. Seine Engagements wurden in den 1930er Jahren immer zahlreicher und er wurde zum beliebten Nebendarsteller. Zu seinen bekanntesten Filmen gehören Boykott, Zwischen Nacht und Morgen, Meisterdetektiv, Ein Mädchen mit Prokura und Das Schloß in Flandern.
Im Zweiten Weltkrieg geriet er in sowjetische Kriegsgefangenschaft, aus der er bei seiner Entlassung 1950 nach West-Berlin ging.

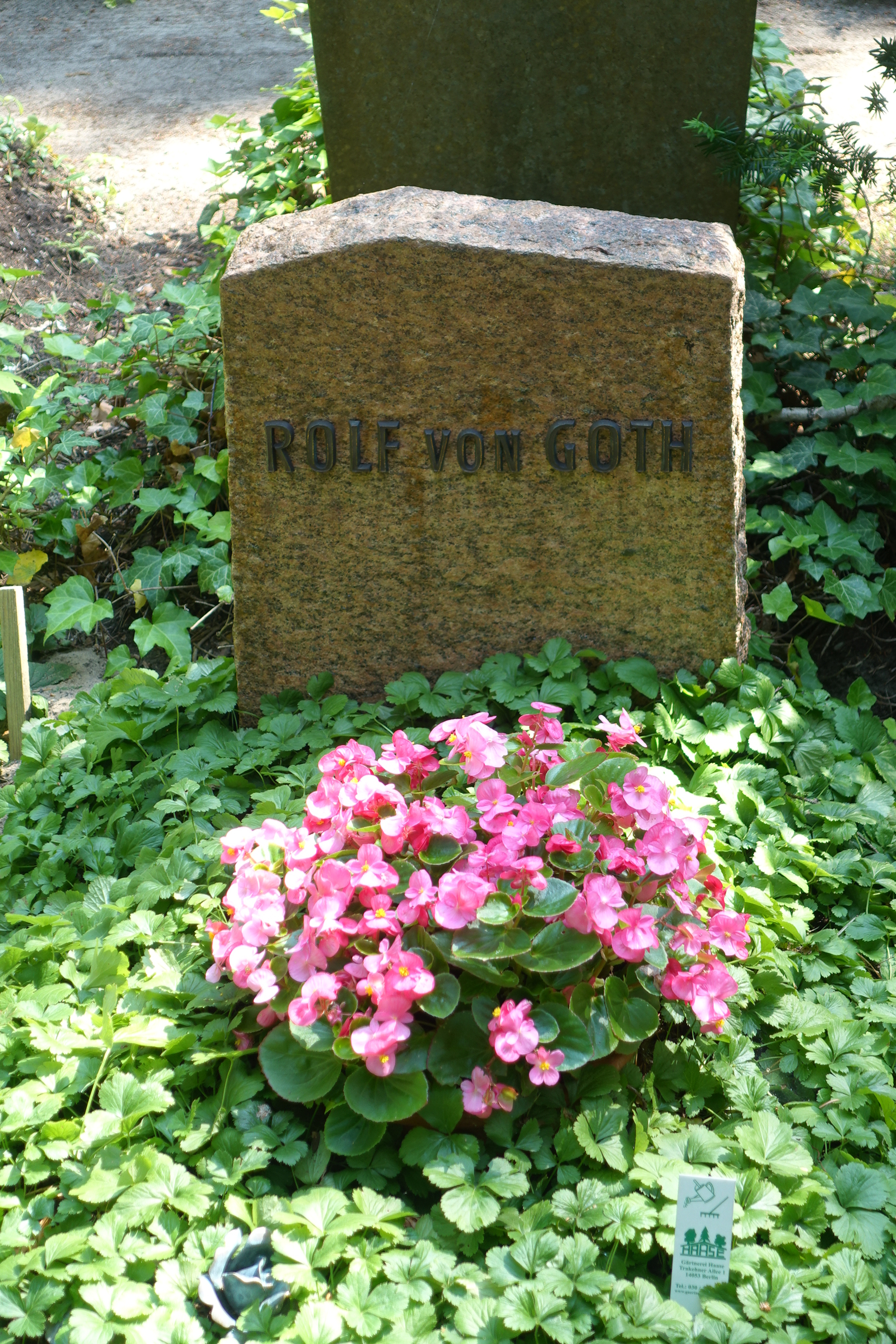
Grab von Rolf von Goth auf dem Friedhof Heerstraße in Berlin-Westend

Goth startete eine neue Karriere als Hörspielregisseur beim NWDR Berlin, der 1954 zum Sender Freies Berlin (SFB) werden sollte. Dort wurde er für die Produktion von über zweihundert Hörspielen verantwortlich. Dazu gehörte zum Beispiel 1952 das Schauspiel Die Liebe der vier Obersten von Peter Ustinov, in einer Funkbearbeitung von Thilo Koch. Zu den Sprechern gehörten Siegfried Schürenberg, Ernst Schröder, Walter Süssenguth und Ernst Konstantin. Für andere Funkhäuser war er selten tätig, wie 1964, wo er für den WDR den sechsteiligen Krimi Glocken des Todes von Ernst Hall inszenierte. Zu den Hauptakteuren gehörten Hermann Lenschau, Alwin Joachim Meyer, Helmut Peine und Fritz Rasp. 
Er war mit der Schauspielerin Karin Hardt verheiratet.
Rolf von Goth starb, nur wenige Tage nach seinem 75. Geburtstag, am 9. November 1981 in Berlin. Beigesetzt wurde er auf dem Friedhof Heerstraße in Berlin-Westend (Grablage: II-Ur 3-219).

## Filmografie (Auswahl)
- 1927: Metropolis
- 1928: Vom Täter fehlt jede Spur
- 1928: Don Juan in der Mädchenschule
- 1929: Verirrte Jugend
- 1929: Engel im Séparée
- 1929: Revolution der Jugend
- 1929: Frühlings Erwachen
- 1929: Vater und Sohn
- 1930: Auf Leben und Tod
- 1930: Der Nächste, bitte!
- 1930: Der König von Paris
- 1930: Va Banque
- 1930: 1000 Worte Deutsch
- 1930: Boykott (Primanerehre)
- 1930: Mach’ mir die Welt zum Paradies
- 1931: Schatten der Manege
- 1931: Zwischen Nacht und Morgen
- 1932: Fünf von der Jazzband
- 1932: Es war einmal ein Walzer
- 1932: Sehnsucht 202
- 1933: Die blonde Christl
- 1933: Ein Kuss in der Sommernacht
- 1934: Bei der blonden Kathrein
- 1936: Das Schloß in Flandern
- 1938: Ballade

## Hörspiele (Auswahl)
- 1951: Die Brücke
- 1951: Zwei im Zwielicht
- 1952: Die Leute mit dem Pappkarton
- 1952: Die Chaconne Johann Sebastian Bachs
- 1952: Die Liebe der vier Obersten (von Peter Ustinov)
- 1952: Liebeskarussell
- 1952: Kamera Läuft
- 1952: Claire Laboiteuse
- 1952: Der glühende Robert
- 1953: Mr. Brown wird geholfen
- 1953: Es wurde dunkel vor dem Abend
- 1953: Schneewittchen und die Schönheitskönigin
- 1953: Einen Topf voll Reis für Feldherrn Tschang
- 1954: Siegfried
- 1956: Vernichtete Vergangenheit
- 1957: Unter falscher Flagge
- 1959: Nächtliches Gespräch mit einem verachteten Menschen (von Friedrich Dürrenmatt)
- 1959: Der Fall Dr. Sorge
- 1959: Der Bär (von Anton Tschechow)
- 1959: Die tödliche Stimme
- 1960: Durchgebrannt
- 1960: Licht in der Mansarde
- 1961: Der Mann vom Mond
- 1962: Die Kunst, Geschäfte zu machen
- 1962: Der vertauschte Koffer
- 1962: Zurück auf Null
- 1962: Fernsehquiz
- 1963: Der Nachtzug
- 1963: Jahrmarkt der Träume
- 1963: Zuviel Geld
- 1963: Tür an Tür (von Horst Pillau)
- 1964: Hoch über Island
- 1964: Der Mann auf der Palme
- 1964: Glocken des Todes (von Ernst Hall) – 6 Teile
- 1964: Das Testament
- 1964: Die Reise nach Italien
- 1965: Noch eine Nacht
- 1967: Gaslicht (von Patrick Hamilton)
- 1967: Ein Weihnachtskind für Cherokee (nach O. Henry)
- 1968: Schuld und Sühne in den Karpaten
- 1969: Fünf Finger machen eine Hand – 6 Teile
- 1972: Das Wolfsspiel
- 1972: Likör
- 1973: Angel of the Morning
- 1973: Über den Gebrauch winterlicher Gebirge
- 1974: Junge Witwe ohne Vermögen
- 1974: Nach dem Tage als das Fernsehen kam
- 1976: Frontalzusammenstoß
- 1977: Scheiterhaufen für Apostel
- 1980: Primadonna